# جواد أبو حطب
جواد أبو حطب (مواليد 26 أكتوبر 1962 في ريف دمشق، سوريا) هو طبيب وسياسي معارض سوري ورئيس الحكومة السورية المؤقتة المنبثقة عن الائتلاف الوطني لقوى الثورة والمعارضة السورية منذ 17 مايو 2016.

## نشأته وحياته العملية
- ولد جواد أبو حطب في منطقة وادي بردى غربي محافظة ريف دمشق جنوب سوريا يوم 26 أكتوبر 1962 لعائلة سياسية سنية.
- دخل أبو حطب كلية الطب البشري في جامعة دمشق عام 1980 وتخرج منها عام 1986 .
- تخصص في جامعة دمشق بالجراحة العامة وجراحة القلب.
- حصل على اختصاص جراحة القلب للأطفال الخدج في جامعة ميلانو بـ إيطاليا.
- حاصل على شهادة للتكنيك الجراحي من مشافي المملكة المتحدة.
- يعتبر أبو حطب واحداً من أشهر ثلاثة أطباء بجراحة قلب الأطفال في الشرق الأوسط.
- عمل لفترة جراحاً في مشافي دمشق.
- له 3 كتب في جراحة قلب الأطفال.
- أسس أبو حطب أول مشفى مخصص للسوريين في الأردن بعد اندلاع الأزمة السورية حيث حصل على أول تصريح لإنشاء مشفى لعلاج السوريين رسمياً وكان مديراً لمشفى السلام في وقت سابق كما عمل مع زوجته في مشفى البرناص شمال سوريا وعمل في المشافي الميدانية هناك.
- أنشأ معهداً طبياً في الشمال السوري، ثم أصبح عميداً لـ «كلية الطب» في «جامعة حلب الحرة» ومقرها كفر تخاريم.

## حياته السياسية
- عرف أبو حطب وعائلته بمعارضتهم لحكم الرئيس بشار الأسد، لذلك كان من أشد المؤيدين للاحتجاجات عام 2011 .
- انضم إلى «المجلس الوطني السوري» المعارض أواخر عام 2011 .
- أبو حطب أحد مؤسسي «الائتلاف الوطني لقوى الثورة والمعارضة السورية»، وقد كان مرشحاً لرئاسة الائتلاف في دورته الأولى عام 2012 إلا أنه تنازل عن ترشحه لصالح أحمد معاذ الخطيب.
- يمثل أبو حطب محافظة ريف دمشق في الائتلاف الوطني لقوى الثورة والمعارضة السورية.
- أسس أبو حطب «مجلس محافظة ريف دمشق» (التابع لمعارضة الخارج) عام 2012 كمكتب تنسيق مقره الأردن، ليؤسس بعدها «اتحاد المجالس المحلية».
- عين عضواً في المكتب التنفيذي لمجلس محافظة ريف دمشق، كما عين مسؤولاً للمكتب الطبي في دمشق وريفها.
- في 17 مايو 2016 انتخبت «الهيئة العامة للائتلاف الوطني» الدكتور جواد أبو حطب رئيساً للحكومة المؤقتة المنبثقة عن الائتلاف، وذلك بأغلبية 54 صوت من أصل 98 ليستلم المنصب خلفاً لـ أحمد طعمة.